# Смолик
Смо́лик (Hymenops perspicillatus) — вид горобцеподібних птахів родини тиранових (Tyrannidae). Мешкає в Південній Америці. Це єдиний представник монотипового роду Смолик (Hymenops).

## Опис

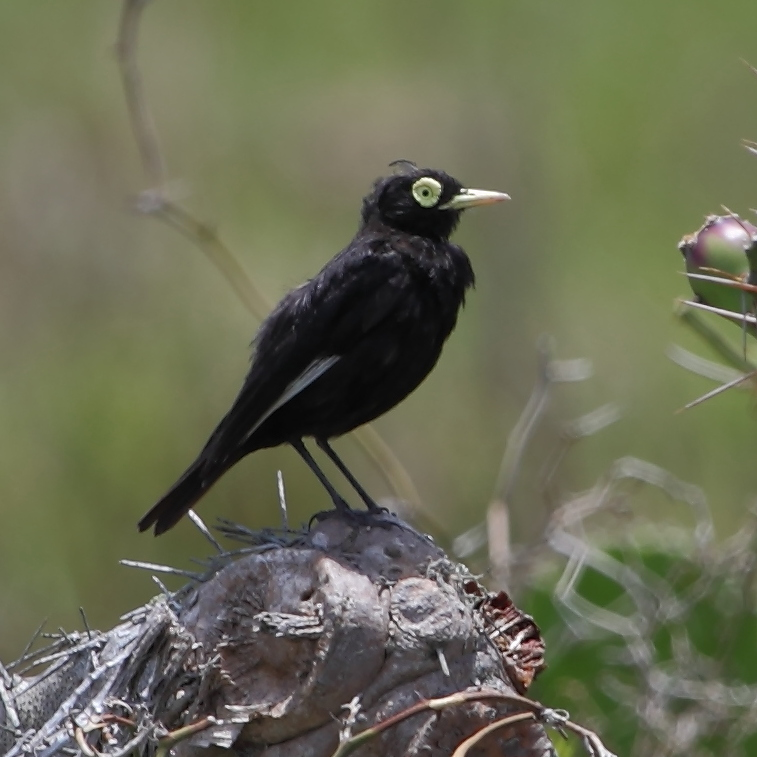
Самець смолика

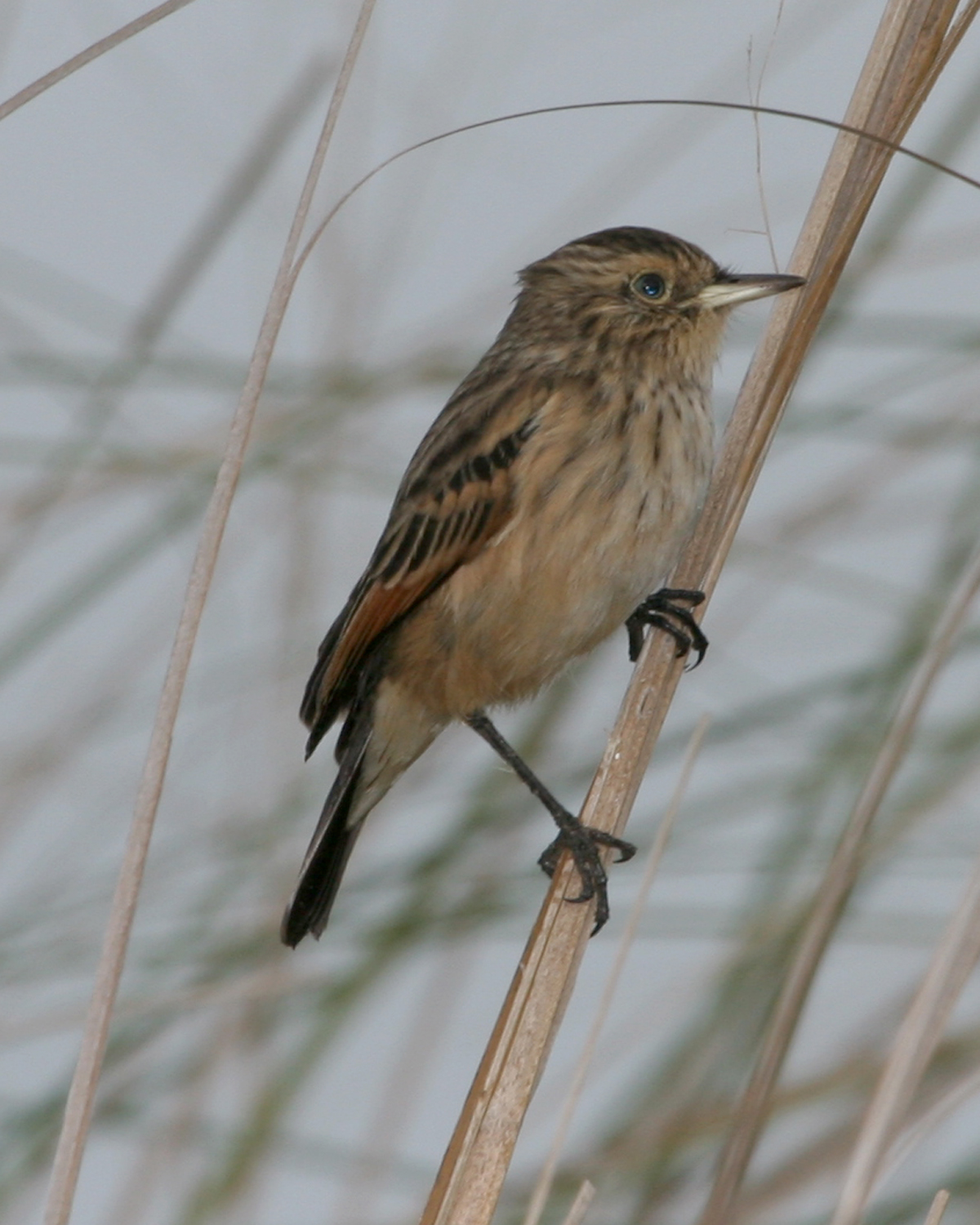
Самиця смолика

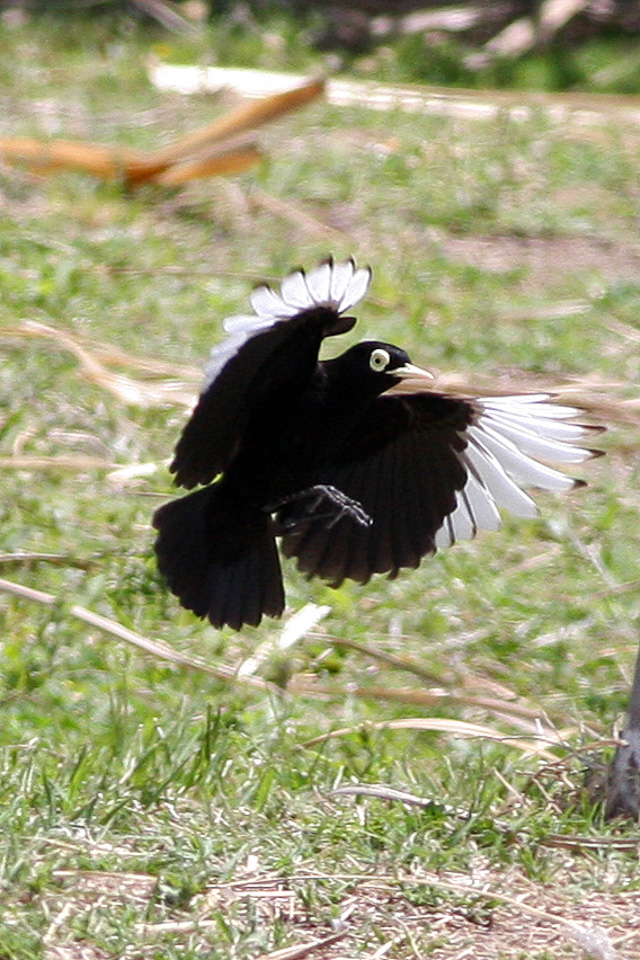
Самець смолика в польоті

Довжина птаха становить 13—16 см. Виду притаманний статевий диморфізм. Самці мають майже повністю чорне забарвлення, за винятком широких білих смуг на махових перах, які особливо помітні в польоті. Дзьоб жовтувато-білий. Навколо очей жовтуваті м'ясисті нарости у вигляді кілець. Райдужки жовтуваті, лапи чорні.
Самиці мають менш примітне забарвлення, верхня частина тіла у них коричнева, нижня частина тіла світло-сіра, поцяткована темними смужками. Першорядні і другорядні махові пера у них рудувато-коричневі, що особливо помітно в польоті. У самиць, як і у самців, є м'ясисті кільця навколо очей, однак вони менші. Дзьоб у самиць темніший. У негніздовий період у смоликів кільця навколо очей помітно зменшуються, або зовсім зникають.

## Таксономія і систематика
Молекулярно-генетичне дослідження, проведене Телло та іншими в 2009 році дозволило дослідникам краще зрозуміти філогенію родини тиранових. Згідно із запропонованою ними класифікацією, рід Смолик (Hymenops) належить до родини тиранових (Tyrannidae), підродини Віюдитиних (Fluvicolinae) і триби Монжитових (Xolmiini). До цієї триби систематики відносять також роди Гохо (Agriornis), Негрито (Lessonia), Дормілон (Muscisaxicola), Сатрапа (Satrapa), Монжита (Xolmis), Сивоголовий кіптявник (Cnemarchus), Ада (Knipolegus), Пепоаза (Neoxolmis) і Кіптявник (Myiotheretes).

### Підвиди
Виділяють два підвиди:
- H. p. perspicillatus (Gmelin, JF, 1789) — крайній південний схід Бразилії, Уругвай, Парагвай, Аргентина на південь до Ріо-Негро. Зимують в Парагваї, центральній Болівії і південній Бразилії;
- H. p. andinus (Ridgway, 1879) — Чилі (від Атаками на південь до Лос-Лагоса) і південна Аргентина (захід Ріо-Негро, Чубут, північ Санта-Крусу).

## Поширення і екологія
Смолики мешкають на півдні Південної Америки. Взимку мігрують на північ, окремі бродячі птахи досягають Перу і північного сходу Бразилії.  Смолики живуть у степах Пататонії, в пампасах, на луках і пасовищах, в чагарникових заростях. Зустрічаються на висоті до 3350 м над рівнем моря.

## Поведінка
Смолики живляться комахами, яких ловлять на землі та в траві, або чатують на них, сидячи на сідалі. Гніздування починається в жовтні або на початку листопада. Під час сезону розмноження самці здійснюють демонстративні польоти. Смолики гніздяться в заростях чортополоху або в очереті. Гніздо чашоподібне, досить велике і глибоке, робиться з сухої трави й очерету, встелюється шерстю або пір'ям і розміщується в густих заростях. У кладці 3 кремово-білих яйця, поцяткованих червонуватими або буруватими плямками, розміром 23×17 мм.